# Лимузин (порода коров)

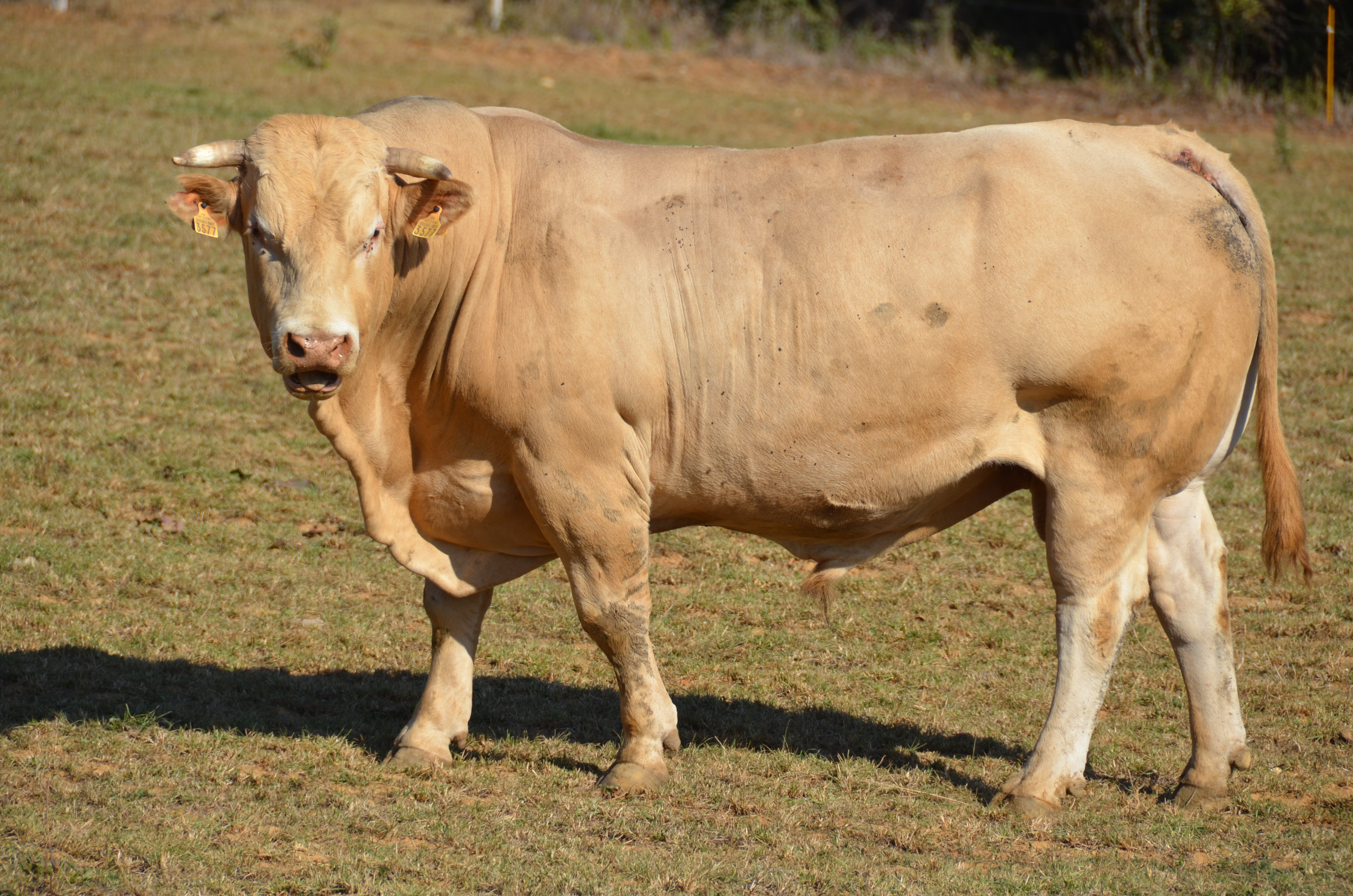

Лимузин — мясная порода крупного рогатого скота. 
Выведена путём улучшения местного аквитанского скота.
Первые свидетельства о существовании породы относятся к XVIII веку. Мясо лимузинов поставлялось в Париж и другие крупные города Франции. Развитию торговли покровительствовал Анн Тюрго — интендант генералитета Лимузен с 1761 по 1774 год. В то время скот был маловесным: живая масса двухлетних бычков не превышала 350 кг. Отчасти это было связано с плохим состоянием пастбищ, так как лучшие земли использовались под виноградники. Но уже к середине XIX века лимузины успешно конкурировали с английскими мясными породами.
Племенная книга составлена в 1886 году. В то время порода насчитывала около 600 тысяч коров.
По состоянию на 2004 год порода насчитывала во Франции 900 тысяч коров и 20 тысяч племенных быков.
Вес коров 700 (до 850) кг, взрослых быков — 1100 (до 1400) кг. Молочная продуктивность за 8 месяцев лактации — до 2000 кг молока жирностью 3,6-4,0 %. Отёлы проходят легко благодаря вытянутому телу новорожденного.
Средний убойный выход - 63,5% - выше, чем у других мясных пород.
Забой бычков производится в разном возрасте: от 3 месяцев (молочная телятина) до 3 лет, когда вес туши может достигать 350 кг. Заключительный откорм животных обычно производится не в месте их выращивания, а в зерновых регионах Франции, где дешёвые концентрированные корма.
В России в настоящее время (2023 год) есть предприятия по разведению чистопородных лимузинов. Этот скот используется не на мясо, а для продажи на племя для скрещивания с другими породами, в том числе с молочными - чёрно-пёстрыми и симменталами (для повышения живого веса молодняка и увеличения убойного выхода).